# Kloster Santi Vito e Salvo
Das Kloster Santi Vito e Salvo (ursprünglich San Vito sul Trigno) war eine Zisterzienserabtei in den Abruzzen, Italien. Es lag beim heutigen Ort San Salvo in der Provinz Chieti in der Nähe des Flusses Trigno, der heute die Grenze zur Region Molise bildet, rund 5 km von der Adriaküste.

## Geschichte
Die Gründungsgeschichte der Abtei liegt weitgehend im Dunkeln. Die Ableitung von einer Abtei Santa Maria di Cordia dürfte nicht zutreffen, denn dieses Kloster taucht in den Quellen des Ordens nicht auf. Nach den Unterlagen des Generalkapitels von 1255 erhielt der Orden ein Hospital San Vito, das in eine Abtei umgewandelt werden sollte. Das als Mutterkloster in Aussicht genommene Kloster Tre Fontane bei Rom, das auch den Gründungskonvent entsenden sollte, wurde aus unbekannten Gründen nicht Mutterkloster, sondern dies wurde Kloster Ferraria. 1257 war das Kloster bereits besetzt, und 1259 war das Kloster an der Gründung des Klosters Santa Maria dello Sterpeto beteiligt. Dem Namen des Klosters wurde bald der des Hl. Salvo angefügt, der als Gründer des Hospitals gilt und nach dem auch der um das Kloster entstehende Ort benannt wurde. Die Zisterzienser verblieben bis 1453 in dem schon 1445 in Kommende gefallenen Kloster und flüchteten in diesem Jahr vor einem Türkeneinfall. Anschließend belegten Cölestinermönche das Kloster, jedoch ging das Klostergut 1775 auf die Gemeinde und 1789 auf die Krone Sizilien über.

## Anlage und Bauten
Von dem Kloster haben sich keine Überreste erhalten.